# Sepulcro de Rucellai
O Sepulcro de Rucellai é uma pequena capela funerária construída dentro da Capela Rucellai da igreja de . Foi encomendado por Giovanni di Paolo Rucellai e construído segundo projetos de Leon Battista Alberti, em imitação ou emulação do Santo Sepulcro na Anástase, em Jerusalém . Contém os túmulos de Giovanni Rucellai e membros da sua família.
O sepulcro tem duas inscrições: uma, em um painel quadrado acima da porta, diz:
|  | IOHANNES RVCELLARIVS           |
|  | PAVLI ‧F‧ VT INDE SALVTEM SVAM |
|  | PRECARETVR VNDE OMNIVM CVM     |
|  | CHRISTO FACTA ESTÁ RESVERECTIO |
|  | SACELLVM HOC                   |
|  | ADĪSTAR HIEROSOLIMITANI SEPVL  |
|  | CHRI FACIVNDVM CVRAVIT         |
|  | MCCCCLXVII                     |

Que significa mais ou menos o seguinte: "Giovanni di Paolo Rucellai, para que sua salvação pudesse ser solicitada, de onde, por meio de Cristo, a ressurreição de todos foi alcançada, mandou construir este templo no formato do túmulo de Jerusalém [em] 1467".

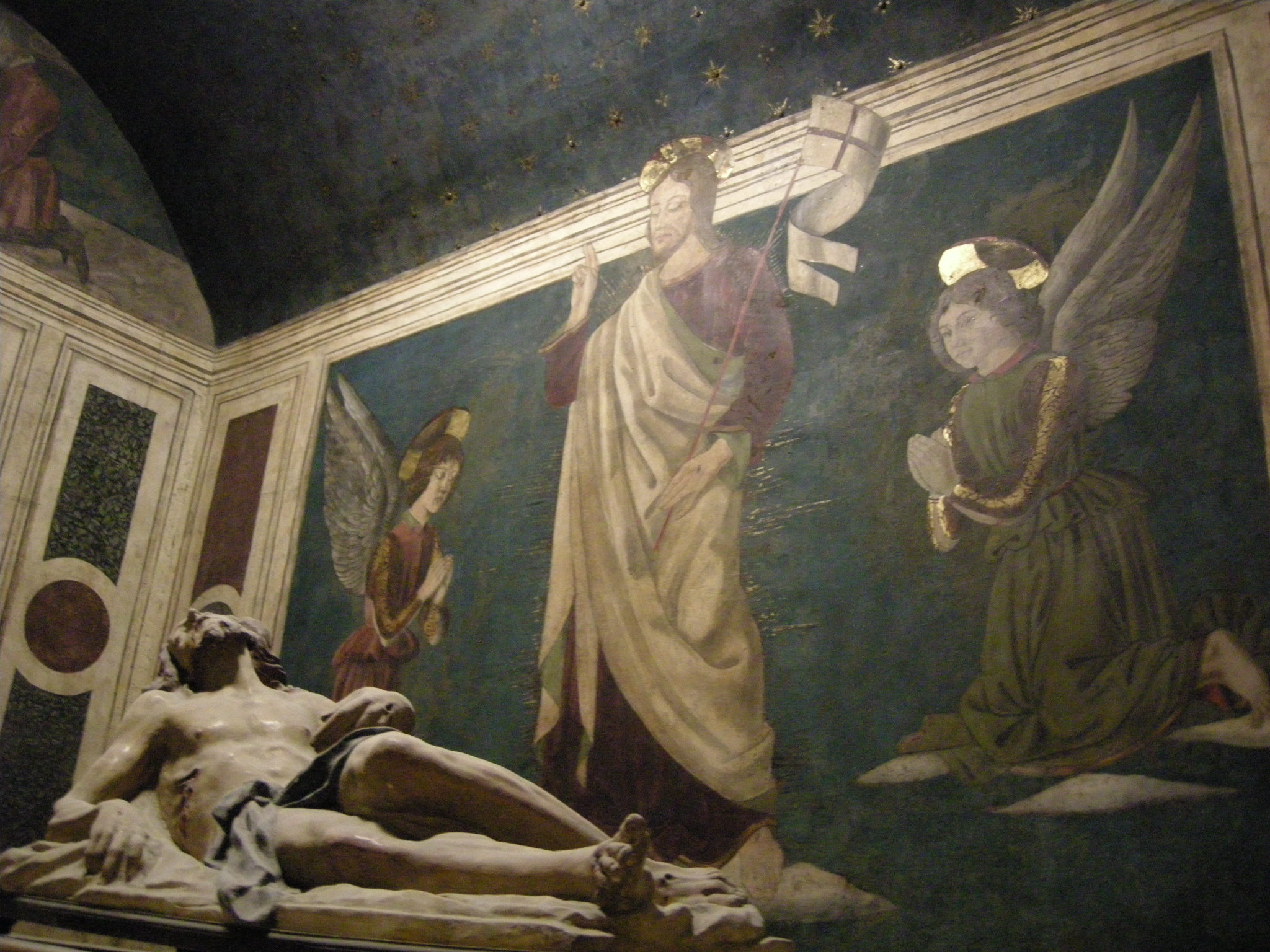
Interior do sepulcro

| YHESVM QVERITIS N | YHESVM QVERITIS N | AZARENVM CRVCIFIXVM SUR | AZARENVM CRVCIFIXVM SUR | AZARENVM CRVCIFIXVM SUR | REXIT NÃO ESTÁ HIC ECCE L | REXIT NÃO ESTÁ HIC ECCE L | REXIT NÃO ESTÁ HIC ECCE L | OCVS VBI POSVERVNT EVM | OCVS VBI POSVERVNT EVM | OCVS VBI POSVERVNT EVM |
|                   |                   |                         |                         |                         |                           |                           |                           |                        |                        |                        |
|                   |                   |                         |                         |                         |                           |                           |                           |                        |                        |                        |
|                   |                   |                         |                         |                         |                           |                           |                           |                        |                        |                        |

| Muro oeste | Parede sul | Abside | Parede norte |